# Les Ormes, Vienne
Les Ormes är en kommun i departementet Vienne i regionen Nouvelle-Aquitaine i västra Frankrike. Kommunen ligger i kantonen Dangé-Saint-Romain som tillhör arrondissementet Châtellerault. År 2022 hade Les Ormes 1 620 invånare.

## Befolkningsutveckling
Antalet invånare i kommunen Les Ormes
| Referens: INSEE |